# James Hollis
James Hollis (ur. Springfield, Illinois) jest amerykańskim psychoanalitykiem jungowskim, autorem i mówcą publicznym. Mieszka w Waszyngtonie . W Polsce dotychczas ukazała się tylko jedna jego książka W cieniu Saturna. O leczeniu męskich zranień (2022), w której autor podejmuje temat męskości z perspektywy jungowskiej psychologii głębi, analizują, jak kulturowe oczekiwania, społeczne role i wewnętrzne konflikty kształtują psychikę mężczyzny, często prowadząc do emocjonalnych ran i zahamowań.

## Życie i kariera
James Hollis ukończył w 1962 roku Manchester College (obecnie Manchester University ) w stanie Indiana, uzyskując tytuł Bachelor of Arts (BA), a w 1967 roku uzyskał stopień doktora na Drew University w Madison w stanie New Jersey.  Przez pierwsze 26 lat swojej kariery wykładał nauki humanistyczne, a w latach 1977–1982 odbył również szkolenie na psychoanalityka jungowskiego w Instytucie CG Junga w Zurychu w Szwajcarii.  

Definicje męskości – męskich ról i oczekiwań, współzawodnictwa i niechęci, zawstydzania i dewaluowania wielu najlepszych męskich jakości i zdolności – wszystkie niosą ze sobą przygniatający ciężar. Ich brzemię zawsze było obecne, lecz dziś odważni mężczyźni zaczynają kwestionować jego konieczność

Hollis przez wiele lat pełnił funkcję prezesa zarządu Jung Educational Center w Houston w Teksasie, a do 2019 roku kierował Jung Society of Washington (JSW). Ponadto pracował jako starszy analityk ds. szkoleń w Inter-Regional Society of Jungian Analysts oraz jako dyrektor ds. szkoleń w Philadelphia Jung Institute. Był także wiceprezesem Philemon Foundation. 
Prowadzi prywatną praktykę jako jungowski psychoanalityk. Mieszka i pracuje w Waszyngtonie wraz z żoną Jill – artystką i emerytowaną terapeutką. Ma z nią troje żyjących dzieci oraz kilkoro wnucząt.

## Książki
Hollis napisał siedemnaście książek z dziedziny psychologii analitycznej Junga: 
- The Middle Passage: From Misery to Meaning in Mid-Life (1993)
- W Cieniu Saturna. O leczeniu męskich zranień, 1994 (Under Saturn's Shadow: The Wounding and Healing of Men, pol. wyd. 2022)
- Tracking the Gods: The Place of Myth in Modern Life (1995)
- Swamplands of the Soul: New Life in Dismal Places (1996)
- The Eden Project: In Search of the Magical Other (1998)
- The Archetypal Imagination (2000)
- Creating a Life: Finding Your Individual Path (2000)
- On This Journey We Call Our Life: Living the Questions (2003)
- Mythologems: Incarnations of the Invisible World (2004)
- Finding Meaning in the Second Half of Life (2006)
- Why Good People Do Bad Things: Understanding Our Darker Selves (2007)
- What Matters Most: Living a More Considered Life (2009)
- Through The Dark Wood: Finding Meaning In The Second Half of Life (2009)
- Hauntings: Dispelling the Ghosts Who Run Our Lives (2013)
- Living an Examined Life: Wisdom for the Second Half of the Journey (2018)
- Living Between Worlds: Finding Personal Resilience in Changing Times (2020)
- The Broken Mirror: Refracted Visions of Ourselves (2022)
- A Life of Meaning: Relocating Your Center of Spiritual Gravity (2023)

## Wywiady
- Vaughan, Alan G. (21 August 2014). "An Interview with James Hollis". Jung Journal: Culture & Psyche. Taylor & Francis Online. 8 (3): 119–130.
- Hollis, James (15 February 2018). "Living an Examined Life: The Book Brigade talks to Jungian analyst James Hollis, Ph.D". Psychology Today (Interview). Interviewed by The Book Brigade. Sussex Publishers.
- Hollis, James (March 2018). "'Living More Fully In The Shadow of Mortality' & 'Living The Examined Life: Steps To The Recovery Of A Personal Journey'" (Interview). Interviewed by Constance Avery-Clark. Center for Jungian Studies of South Florida.
- Hollis, James (29 December 2019). "An Interview With James Hollis". California Literary Review (Interview). Interviewed by Pat Dannenberg.
- Hollis, James (18 June 2020). "Episode 116 - Finding Resilience: A Conversation with Jim Hollis". This Jungian Life (Audio podcast). Interviewed by Joseph R. Lee; Lisa Marchiano; Deborah Stewart.
- Hollis, James (3 July 2020). "James Hollis Explores Healthier State of Mind Despite Media Overload - Variety". Variety (Interview). Interviewed by Steven Gaydos. Variety Media, LLC. (Penske Media Corporation).

## Wybrane książki

### What Matters Most (Co jest najważniejsze)
Oliver Burkeman, w artykule opublikowanym w The Guardian  nazywa Hollisa „człowiekiem, który odbiera radość ” , jednak mimo to twierdzi, że „[nie należy] interpretować książki What Matters Most w kategoriach banalnych przewodników o tym, jak sobie pomóc. Ta bezpośrednia i swieża praca spadkobiercy myśli Junga prezentuje radykalny i pokorny sposób myślenia o psychologii” . Dziennikarz dowodzi, że  „za jednogwiazdkowymi recenzjami jego książek na Amazonie stoją czytelnicy, których zirytował u autora brak radosnego zakończenia lub uniwersalnego przepisu na szczęście” . Pisze dalej: „[Jako] nastolatek czy młody dorosły podejrzewam, że byłbym równie zirytowany. Ale odkryłem Hollisa we właściwym czasie, kilka lat temu, a jego pisarstwo okazało się dla mnie otrzeźwiającym łykiem rzeczywistości, policzkiem w twarz, sygnałem ostrzegawczym”. 

### W cieniu Saturna
James Hollis w książce W cieniu Saturna podejmuje temat męskich zranień oraz ich leczenia. Analizuje archetyp Saturna, dostrzegając w nim symbol ciężaru ról społecznych, oczekiwań oraz ograniczeń, które kształtują życie mężczyzn. Saturn, w mitologii kojarzony z władzą i destrukcją, staje się metaforą dla tych sił, które tłumią kreatywność i emocjonalną wolność mężczyzn. Autor wskazuje, że życie mężczyzn jest często naznaczone strachem, przemocą i głębokim poczuciem osamotnienia. Kluczowym przesłaniem książki jest potrzeba konfrontacji z tymi cieniami oraz podjęcia świadomego wysiłku w celu uzdrowienia duszy.
Od najmłodszych lat mężczyznę osacza potrójny cień: wojny, pracy i niepokoju. Żyją pod presją nieustannej rywalizacji, w permanentnym stanie czujności i obawy. Tęsknią za męskością, której nigdy nie zaznali. Nie chodzi o jednak p lansowany przez współczesną kulturę "maczyzm", lecz o dojrzałą męskość, w której harmonijnie współistnieją pierwiastek kobiecy i męski.
James Hollis opowiada historię o ranie zadanej mężczyznom i o tym, że jest szansa na jej uleczenie, przy czym zwraca uwagę, że drogę utorowały już kobiety, które nauczyły się szukać wsparcia u innych kobiet: „Płeć męska ma wielki dług wdzięczności wobec tych kobiet, które przemówiły nie tylko po to, aby dać wyraz własnemu bólowi związanemu z życiem w seksistowskiej kulturze, lecz również, aby w ten sposób wyzwolić w mężczyznach możliwość pełniejszego stania się sobą”.

### Inne
- Robertson, Robin Ph.D. (16 August 2006). "A Review of: 'A Guide to the Books of James Hollis'". Psychological Perspectives: A Quarterly Journal of Jungian Thought. Taylor & Francis Online. 49 (1): 141–148. doi:10.1080/00332920600734683.

## Zobacz także
- Psychologia głębi